# Manuel Sanhouse
Manuel Alejandro Sanhouse Contreras (ur. 16 lipca 1975 w Méridzie) – wenezuelski piłkarz występujący na pozycji bramkarza. Zawodnik klubu Deportivo Táchira.

## Kariera klubowa
Sanhouse karierę rozpoczynał w 1997 roku w zespole Zulia FC. W 1998 roku odszedł do ItalChacao. W 1999 roku zdobył z nim mistrzostwo Wenezueli. W 2000 roku przeniósł się do chilijskiego Coquimbo Unido. Po sezonie 2000 wrócił jednak do ItalChacao. W połowie 2001 roku odszedł stamtąd do Caracas FC. W tym samym roku wywalczył z nim mistrzostwo Wenezueli.
Na początku 2003 roku Sanhouse podpisał kontrakt z ekwadorskim Espoli. Spędził tam sezon 2003. Potem wrócił do Wenezueli, gdzie został graczem klubu Deportivo Táchira. Występował tam do końca sezonu 2003/2004.
Następnie grał w Estudiantes Mérida, Trujillanos FC oraz UA Maracaibo, z którym w 2007 roku wywalczył wicemistrzostwo Wenezueli. W tym samym roku ponownie trafił do Deportivo Táchira. W 2008 roku, a także w 2011 zdobył z nim mistrzostwo kraju.

## Kariera reprezentacyjna
W reprezentacji Wenezueli Sanhouse zadebiutował w 1999 roku. W tym samym roku znalazł się w drużynie na Copa América. Na tamtym turnieju, zakończonym przez Wenezuelę na fazie grupowej, wystąpił tylko w spotkaniu z Meksykiem (1:3).
W 2001 roku Sanhouse ponownie wziął udział w Copa América. Nie zaliczył jednak na nim żadnego meczu. Wenezuela zaś zakończyła puchar na fazie grupowej.
W 2004 roku po raz trzeci został powołany do kadry na Copa América. Ponownie nie zagrał jednak na nim w żadnym meczu, a Wenezuela odpadła z turnieju po fazie grupowej.
W latach 1999–2010 w drużynie narodowej Sanhouse rozegrał 16 spotkań.